# Stuart Appleby
Pour les articles homonymes, voir Appleby.
Stuart Appleby, né le 1er mai 1971, est un golfeur australien. Il a remporté douze tournois professionnels dont huit sur le PGA Tour.

## Palmarès professionnel (12)

### PGA Tour (8)
- 1997 (1) Honda Classic
- 1998 (1) Kemper Open
- 1999 (1) Shell Houston Open
- 2003 (1) Las Vegas Invitational
- 2004 (1) Mercedes Championships
- 2005 (1) Mercedes Championships
- 2006 (2) Mercedes Championships, Shell Houston Open

### Nationwide Tour (2)
- 1995 (2) Nike Monterrey Open, Nike Sonoma County Open

### PGA Tour Australien (2)
- 1998 (1) Coolum Classic
- 2001 (1) Open d'Australie